# Mistrz Godzinek Coëtivy
Mistrz Godzinek Coëtivy – francuski malarz i iluminator czynny w latach 1450–1485 w Paryżu, niekiedy identyfikowany z Henrim de Vulcopem.
Jego styl i technika wskazują, iż ukształtował się na północy Francji, prawdopodobnie w Coëtivy lub Amiens. Przydomek zawdzięcza swoim patronom: Olivierowi de Coëtivy i jego żonie, córce króla Francji Karola VII, Marie Marguerite de Valois, dla których zilustrował Godzinki.
Był malarzem wszechstronnym. W odróżnieniu od współczesnych mu Mistrza Francuskiego i Mistrza Bedforda tworzył nie tylko iluminacje, ale także malował obrazy na deskach i witraże. Pracował dla członków rodziny królewskiej i wysoko podstawionych dygnitarzy. Jego iluminacje można znaleźć w ponad trzydziestu różnych rękopisach i manuskryptach o różnej tematyce: od religijnych godzinek po prace świeckie, historyczne i filozoficzne, m.in.: Historia Starożytności, Boska komedia Dantego, Państwo Boże Augustyna oraz kilka egzemplarzy Consolatio Philosophiae Boethiusa.
Wyróżniał się umiejętnością dostosowania różnorodnych technik kompozycyjnych, często mieszając różne elementy krajobrazu z elementami otaczającymi postacie oraz łącząc sceny w narracyjny ciąg.

## Iluminacje do prac
- Consolatio Philosophiae – iluminacje do dzieła Boethiusa; trzy iluminacje z lat 1460–1470, 7,3 × 17 cm, J. Paul Getty Museum (MS. 42, LEAF 1V)
- Godzinki Coëtivy – ok. 1443, Paryż (iluminacje powstały wespół z Mistrzem Bedforda)
  - Madonna z Dzieciątkiem – przykładowa iluminacja (W 82, f. 209r), Chester Beatty Library[3]
- Utopia, armarium codicum bibliophilorum – 1458–1460, 18,7 × 12,8 cm, Paryż (Cod. 106 307 ff.)[4]
- Godzinki – iluminacje wykonane do Godzinek dla rodziny Rivoire, Biblioteka Narodowa Francji, Paryż (MS nouv acq lat. 3114)
- Psałterz – Walters Art Museum, Baltimore (MS. W.297)
- Boska Komedia – iluminacje do kopii dla syna Karola VII Walezjusza, Karola de Berry; 1461–1465, Biblioteka Narodowa Francji, Paryż (MS. Ital.72)